# Торстен Еккбретт
Торстен Еккбретт  (нім. Torsten Eckbrett, 13 квітня 1984) — німецький веслувальник, олімпійський медаліст.

## Виступи на Олімпіадах
| Олімпіада  | Дисципліна                     | Місце |
| ---------- | ------------------------------ | ----- |
| Пекін 2008 | байдарка-четвірка, 1000 метрів | 3     |